# I Want to Eat Your Pancreas (Anime)
Kimi no Suizō o Tabetai (japanisch 君の膵臓をたべたい, englischer Titel I Want to Eat Your Pancreas, Alternativtitel Let Me Eat Your Pancreas) ist ein japanischer Animationsfilm des Studios VOLN, der am 1. September 2018 in Japan gezeigt wurde, basierend auf dem gleichnamigen Webroman von Yoru Sumino bei dem Shinichirō Ushijima Regie führte.
Der Film stellt einen Rückblick eines namentlich unbekannten Charakters dar, der ein Tagebuch seiner früheren Schulkameradin Sakura Yamauchi findet und sich an die gemeinsame Zeit erinnert. Yamauchi leidet an einer unheilbaren Erkrankung an der Bauchspeicheldrüse und hat nur noch wenige Monate zu leben. Dies weiß neben dem Protagonisten lediglich ihre Familie.

## Handlung
Die Oberschüler Haruki Shiga und Sakura Yamauchi sind das absolute Gegenstück voneinander: Während Sakura ein fröhliches, energiegeladenes Mädchen, das bei ihren Mitschülern beliebt und populär ist, ist Haruki introvertiert, zurückhaltend und nicht an sozialer Interaktion mit seinen Klassenkameraden interessiert. Stattdessen liest er gerne Bücher und stellt sich vor, was seine Mitmenschen über ihn denken.
Die Handlung beginnt wenige Tage nach der Beerdigung von Sakura Yamauchi. Haruki liegt gedankenverloren in seinem Bett und berichtet darüber, dass die Trauerzeremonie von vielen Angehörigen und ehemaligen Mitschülern besucht wurde, während er nicht den Mut finden konnte, ebenfalls an der Trauerfeier teilzunehmen. Nachdem er aufgestanden ist und sich fertig gemacht hat, blickt er auf die letzte Textnachricht, die er Sakura kurz vor ihrem Tod geschickt hat und fragt sich, ob sie die Nachricht gelesen habe. Haruki erinnert sich an die gemeinsame Zeit mit seiner Klassenkameradin zurück. Im April trafen er und Sakura im Krankenhaus erstmals aufeinander. Haruki, der sich die Fäden seiner Blinddarmentfernung ziehen lassen will, findet zufälligerweise eine Art Tagebuch mit dem Titel „Living With Dying“ und erfährt, dass die Besitzerin des Buches nur noch etwas länger als ein Jahr zu leben habe. Kurz nachdem er einen Blick in das Buch geworfen hat, wird er von Sakura, einer Klassenkameradin, angesprochen. Sie offenbart ihm, das ihr das Buch gehört und sie bald aufgrund einer unheilbaren Erkrankung ihrer Bauchspeicheldrüse sterben wird, was Haruki regungs- und emotionslos hinnimmt. Auf dem Rückweg vom Krankenhaus zur Schule fängt Sakura Haruki ab und bittet ihn, niemanden von ihrer Krankheit zu erzählen. Diesem missfällt die Konversation mit ihr und rät, dass sie ihre verbleibende Zeit besser nutzen solle, in der Hoffnung, dass sie sich zukünftig nicht mehr über dem Weg laufen. Sie dankt ihm für seinen Ratschlag und rennt voraus zu einer Kreuzung.
Wenige Tage später beginnt Sakura in der Schulbibliothek zu arbeiten, wo auch Haruki seine Zeit nach dem Unterricht verbringt. Sie hat eine Liste mit Aktivitäten angefertigt, die sie vor ihrem Tod erledigt haben möchte, und hat Haruki in ihre Planung eingebunden, was diesem nicht behagt. Sie erinnert ihn an dessen Ratschlag und widerwillig stimmt Haruki ihrem Vorhaben zu. Sakura lädt ihren Mitschüler ein, in einem Schnell-Restaurant Yakiniku zu essen. Beide führen ein Gespräch über diverse Themen, darunter, dass es eine andere Religion gebe, die Innereien ihrer Verstorbenen essen, wodurch dessen Seele auf eine andere Person übergeht. Nach dem gemeinsamen Essen gehen die beiden durch die Stadt und sehen, wie zwei Männer eine ältere Frau drangsalieren. Während Haruki versucht, der Situation aus dem Weg zu gehen, schreitet Sakura der Frau zur Seite und verpasst einem der Männer einen gezielten Tritt, wodurch dieser zu Boden geht. Sakura flüchtet mit Haruki an ihrer Hand, während die beiden Männer von der Polizei gestoppt werden. Nachdem die beiden erfolgreich flüchten konnten, erblickt Sakura das Café „Spring“. Aufgrund des Namens beschließt sie dort, einen Tee zu trinken. Sie bittet Haruki um dessen Telefonnummer, damit sie weiterhin Kontakt zu ihm halten kann. Als er am Abend nach Hause kommt, läuft im Fernseher eine Nachrichtenmeldung über ein Mordverbrechen aus der Nachbarpräfektur.
Am nächsten Schultag machen Gerüchte die Runde, dass Sakura und Haruki ein Paar seien. Sakura erklärt, dass sie lediglich gut miteinander auskommen, während Haruki verneint, mit ihr in irgendeiner Beziehung zu sein. Am Nachmittag teilt Sakura Haruki den nächsten Ort mit, den sie mit ihm besuchen möchte, was dieser zunächst absagt. Auf die Tatsache, dass er den Mitschülern gegenüber keine Bekanntschaft angegeben hatte, reagiert Sakura zunächst gereizt, muss aber später lauthals lachen. Sie besuchen ein All-You-Can-Eat-Restaurant, essen gemeinsam Kuchen und reden über diverse Themen. Sakura sagt, dass sie vor Kurzem mit ihrem Freund Schluss gemacht habe. Als Kyōko, Sakuras beste Freundin seit der Mittelschule, die beiden sieht, wird sie böse und versucht erfolglos herauszufinden, was ihr an Haruki liegt. Kurz nachdem diese den Ort verlässt, erklärt Sakura, dass Kyōko eine sehr starke Person sei. Haruki und Sakura gehen am Abend den Strand entlang. Auf die Frage, ob sie ihrer besten Freundin nicht doch von ihrer Krankheit berichten sollte, entgegnet Sakura, dass sie befürchtet, dass sich ihre Beziehung zueinander ändern würde, wenn sie dies täte. Sie gibt ihm zu verstehen, dass er die einzige Person ist, der ihr das Gefühl von Realität und Normalität geben könne. Sie sagt ihm, dass er anstatt ständig Bücher zu lesen auch auf andere Menschen zugehen soll.
Als die Schüler eines Nachmittags ihr Klassenzimmer putzen, wird Haruki abermals von einem Mitschüler über dessen Beziehung zu Sakura ausgefragt. Bevor dieser jedoch antworten kann, erscheint Sakuras beste Freundin und fordert ihre Klassenkameraden auf, nicht zu trödeln. Am selben Abend erhält Haruki eine Nachricht von Sakura, die ihn einlädt für einen Tag zu verreisen. Gemeinsam fahren sie nach Fukuoka. Auf dem Weg fragt sie nach dem Namen ihres Mitschülers für ihr Tagebuch. Er sagt ihr seinen Namen, bittet sie aber darauf zu verzichten, seinen Namen im Buch zu nennen, damit später keine Missverständnisse aufkommen. Nach ihrer Ankunft am Zielort verbringen die beiden einen gemeinsamen Tag, wobei sie sich auch über die Morde in der letzten Zeit unterhalten. Aufgrund eines Fehlers des Hotels sind die beiden gezwungen, sich ein Hotelzimmer zu teilen. Sakura duscht, während Haruki ein Buch liest. Als Sakura ihn bittet, ihr die Gesichtscreme aus ihrer Tasche zu bringen, erschrickt er, da er erstmals die Spritzen und Medikamente, die ihr das Leben verlängern, sieht. Als Haruki mit dem Duschen fertig ist, wartet Sakura mit einem alkoholischen Getränk auf ihn. Sie schlägt vor, Wahrheit oder Pflicht zu spielen. Da er dieses Spiel nicht kennt, willigt er ein. Nach zwei verlorenen Runden gewinnt er die nächsten fünf und beginnt, sie nach ihrem Leben auszufragen. Während die Zeit vergeht und das Spiel sich fortsetzt, trinkt Sakura so viel Alkohol, dass sie nicht mehr alleine aufstehen kann. Da sie die achte Runde gewinnt, fordert sie Haruki auf, sie ins Bett zu tragen oder ihr eine Frage, welche drei Dinge er süß an ihr fände, zu beantworten. Daraufhin trägt er sie ins Bett. Als Sakura auch die zehnte und letzte Runde gewinnt und ihn fragt, was er tun würde, wenn sie ihm offenbart, dass sie große Angst vor dem Tod hat, erschrickt er. Da er diese Frage nicht beantworten will, möchte er doch Pflicht und sie fordert, neben ihr im Bett zu schlafen. Am Morgen darauf wird Sakura durch einen Anruf ihrer besten Freundin, die sichtlich erbost ist, geweckt. Auf der Rückfahrt offenbart Haruki ihr, dass er doch einen schönen gemeinsamen Tag hatte und sich freue, erneut mit ihr irgendwohin zu fahren, was sie zunächst verblüfft und freut.
Die nächsten Tage verbringt Haruki in seinem gewohnten Alltag, bemerkt jedoch selbst, dass er tagtäglich auf eine Nachricht von Sakura wartet. Am ersten Schultag nach den freien Tagen wird Haruki allerdings von Kyōko zur Rede gestellt. Dieser kann ihr aber nicht antworten, woraufhin sie wütend von dannen zieht. Etwas später stößt er zu Sakura in die Bibliothek. Sie lädt Haruki in ihr Zuhause ein, um ihr Lieblingsbuch, „Der kleine Prinz“, auszuleihen, dass er zwar kennt, selbst aber nicht gelesen hat. Nachdem die beiden ein paar Videospiele gespielt haben, will Haruki nur noch das Buch holen und dann nach Hause gehen. Als Sakura ihm jedoch einen fast sexuellen Streich spielt, er daraufhin seine Beherrschung verliert und ihr wehtut, flüchtet er erschrocken über sich selbst aus dem Haus. Auf dem Weg rennt er in Takahiro, den Klassensprecher, der sich als Sakuras ehemaliger Freund entpuppt und Haruki einen Faustschlag ins Gesicht verpasst. Sakura, die Haruki gefolgt ist, sieht ihn am Boden sitzend mit einer Wunde. Sie weist ihren ehemaligen Freund zurecht und versorgt Harukis blutende Wunde. Sie gibt ihm in einem Streitgespräch zu verstehen, dass ihr erstes Aufeinandertreffen kein Zufall, sondern aus ihren eigenen Entscheidungen heraus zustande gekommen sei. Sie entschuldigt sich und bittet ihn, weiterhin Zeit mit ihr zu verbringen. Nach ihrem Gespräch bedankt sich Haruki bei ihr. Er erhält ihr Buch zur Leihe und verspricht ihr, es ihr – da er seine Bücher in einer bestimmten Reihenfolge liest – innerhalb eines Jahres wieder zurückzugeben.
Sakura und Haruki verbringen die kommenden Wochen gemeinsam miteinander und arbeiten weiterhin Aktivitäten ihrer Liste ab. Als die Hälfte dieser Liste erledigt ist, wird Sakura aufgrund ein paar schlechter Werte ins Krankenhaus gebracht und muss dort mehrere Wochen verbringen. Haruki besucht sie im Krankenhaus. In einem Gespräch macht sie deutlich, dass er anfangen solle, mit seinen Mitschülern in Kontakt zu treten, anstatt darüber zu fantasieren, was diese über ihn denken. Sakura bittet ihn um eine weitere Runde Wahrheit oder Pflicht, die Haruki gewinnt. Er fragt Sakura, was es für sie bedeute, am Leben zu sein. Während sie ihm seine Frage beantwortet, werden sie von Kyōko, die zwischenzeitlich im Krankenhaus angekommen ist und vor ihrem Patientenzimmer steht, belauscht. Als er sich bei ihr aufrichtig bedankt, da sie ihm in der gemeinsamen Zeit viel über das menschliche Miteinander beigebracht hat, und sie ihn umarmt, stürmt Kyōko in das Zimmer und unterbricht das Treffen. Bei einem Besuch ihrer Mutter am Abend bittet Sakura diese um einen Gefallen nach ihrem Tod.
Die Tage vergehen und Haruki erhält eine Nachricht von Sakura, in der sie schreibt, dass ihr Aufenthalt um zwei weitere Wochen verlängert wird. So schnell wie möglich macht er sich auf dem Weg zum Krankenhaus, um sie zu besuchen. Am selben Abend schleichen sie aus ihrem Patientenzimmer, verlassen das Gelände des Krankenhauses und gehen zu einem Aussichtspunkt am Rande der Stadt. Dort angekommen offenbart Haruki Sakura, dass er sich ernsthaft Sorgen um sie mache und nicht wolle, dass sie sterbe. Sie verspricht ihm, dass sie ihm sage, wann sie sterben werde. Kurz darauf startet in der Ferne ein Feuerwerk und die beiden umarmen sich. Tatsächlich wird Sakura aus dem Krankenhaus entlassen und die beiden verabreden sich im Café „Spring“. Auf dem Weg dorthin läuft Haruki wieder dem Mitschüler über dem Weg, der ihm einen Kaugummi anbietet. Zunächst lehnt er ab, ändert jedoch noch seine Meinung und bedankt sich bei ihm. Während Haruki dort auf sie wartet, erfährt er, dass die Entlassung etwas länger gedauert hat als angenommen, sie sich aber auf dem Weg machen werde. Sie schreiben sich mehrere Nachrichten. Auf ihre letzte Nachricht schreibt er ihr „I want to eat your pancreas“ zurück. Die Stunden vergehen und Haruki verbringt die Zeit bis zum frühen Abend alleine im Café. Als er zu Hause angekommen ist, erfährt er durch die lokalen Nachrichten, dass Sakura Opfer des unbekannten Mörders geworden ist und an einer Messerwunde verstarb. Er erschrickt und taumelt in sein Zimmer.
Zehn Tage später beschließt er, zu Sakuras Familie zu gehen, sich bei ihr zu verabschieden und das Buch zurückzugeben. Als ihre Mutter erfährt, wer er ist, erinnert sie sich an das Versprechen, dass sie ihrer Tochter im Krankenhaus gegeben hat: Der Person, die als einzige außerhalb der eigenen Familie von ihrer Krankheit wusste, ihr Tagebuch zu übergeben. Haruki liest sich die Einträge durch. Als er damit fertig ist und es Sakuras Mutter zurückgeben will, sagt diese, dass Sakura ihm auf den letzten Seiten des Tagebuches einen Abschiedsbrief hinterlassen habe. Sie dankt ihm von ganzem Herzen und offenbart ihm, dass sie im Krankenhaus Wahrheit oder Pflicht spielen wollte, um herauszufinden, warum er niemals ihren Namen in den Mund genommen habe. Und dass sie einen schönen Ausdruck dafür gefunden hat, dass sie sich gern „eine Scheibe von ihm abschneiden“ würde. Kurz bevor er den letzten Satz des Briefes liest, bittet er ihre Mutter, ihm das Handy ihrer Tochter zu zeigen. Er ist erleichtert, als er sieht, dass Sakura seine letzte Nachricht noch lesen konnte. Kurz darauf bricht er in Tränen aus. Bei seiner Verabschiedung erklärt Sakuras Mutter, dass sie sich wünsche, er würde eines Tages gemeinsam mit Kyōko Sakuras Familie besuchen kommen.
Er beschließt, Sakuras bester Freundin von dem Buch und der Krankheit zu erzählen. Widerwillig akzeptiert sie dessen Einladung in das Café „Spring“. Als sie das Buch liest, wird ihr klar, warum Sakura sie nicht eingeweiht hat. Sie kann Haruki nicht verzeihen und verlässt das Treffen. Haruki eilt ihr hinterher und bittet sie, wenn etwas Zeit vergangen sei, Freunde zu werden. Ein Jahr nach den Geschehnissen besuchen die beiden Sakuras Grab und machen sich danach auf den Weg zu Sakuras Familie.

## Produktion
Im August des Jahres 2017 wurde eine Umsetzung des Romans angekündigt, wobei Shinichirō Ushijima als Regisseur vorgestellt wurde und zugleich für das Drehbuch verantwortlich zeigte. Animiert wurde der Film von Keiji Mita des 2014 gegründeten Animationsstudio VOLN.
Um den Filmscore kümmerte sich Hiroko Sebu während das Titellied Fanfare von der Rockband Sumika produziert wurde. Die Bandmitglieder übernahmen zudem Sprechrollen im Film. Für das Charakterdesign zeigte sich Yūichi Oka verantwortlich.

## Synchronisation
Die deutsche Synchronisation des Films wurde nach den Dialogdrehbuch von Kathrin Stoll und Dialogregie von Katharina von Daake bei opus-live in München realisiert.
| Rolle                | Japanische Sprecher (Seiyū) | Deutsche Synchronsprecher |
| -------------------- | --------------------------- | ------------------------- |
| Haruki Shiga         | Mahiro Takasugi             | Karim El Kammouchi        |
| Sakura Yamauchi      | Lynn                        | Katharina Iacobescu       |
| Kyōko                | Yukiyo Fujii                | Anke Kortemeier           |
| Takahiro             | Yūma Uchida                 | Tobias Kern               |
| Gum-kun              | Jun Fukushima               | Felix Mayer               |
| Harukis Mutter       | Atsuko Tanaka               | Carin C. Tietze           |
| Harukis Vater        | Shinichiro Miki             | –                         |
| Typ mit Fahrrad      | Reiou Tsuchida              | Tobias John von Freyend   |
| Vater im Krankenhaus | Kazuya Saji                 | Vincent Fallow            |

## Veröffentlichung

### Kino
Am 1. September 2018 kam der Film offiziell landesweit in die japanischen Kinos. Zuvor fand am 24. Juli gleichen Jahres eine exklusive Vorführung in Tokyo statt. Bereits am 23. August 2018 wurde I Want to Eat Your Pancreas als Eröffnungsfilm auf dem Seoul International Cartoon and Animation Festival gezeigt.
Auf der AnimagiC im Sommer 2018 gab der Vertrieb Peppermint Anime bekannt, dass I Want to Eat Your Pancreas im Rahmen des Akiba Pass Festivals im Jahr 2019 in Deutschland und Österreich im Original mit deutschen Untertiteln gezeigt wird. Am 26. Januar 2019 feiert der Film im UCI Kinowelt Mundsburg in Hamburg offizielle Premiere in Deutschland.
In Nordamerika gab Aniplex of America im Rahmen der Anime Expo in Los Angeles bekannt, den Film in die US-amerikanischen Kinos zu bringen. In Kooperation mit der National Pancreas Foundation bringen Aniplex of America und Fathom Events den Film am 7. und am 10. Februar 2019 erneut bundesweit in mehr als 400 Kinos in den Vereinigten Staaten gezeigt. Madman Entertainment sicherte sich die Rechte für eine Veröffentlichung in Australien und Neuseeland. Mitte September 2018 wird der Film erstmals in Melbourne im Rahmen des Madman Animation Festivals gezeigt; eine landesweite Aufführung wurde für einen späteren Zeitpunkt angekündigt. Am 14. Oktober 2018 folgt eine Aufführung im Vereinigten Königreich während des Scotland Loves Animation in Glasgow. Im Rahmen des Animation Is Film Festivals wurde der Film am 21. Oktober 2018 in Los Angeles gezeigt. Eine bundesweite Ausstrahlung erfolgt am 7. Februar 2019.
Zwischen dem 21. und 23. Januar 2019 wurde der Film landesweit in Italien gezeigt. In den spanischen Kinos läuft der Film ab dem 12. April 2019.
Anime-Verleger Encore Films brachte den Kinofilm am 3. Januar 2019 nach Singapur.

### Heimkino
Am 12. März 2019 kündigte der Publisher peppermint anime an, den Film ab Sommer gleichen Jahres in deutscher Synchronisation auf DVD und Blu-ray zu veröffentlichen. Der Film erschien am 16. September 2019 in einer Standard- und einer Limited-Edition auf DVD und Blu-ray.

## Rezeption

### Kommerziell
Am ersten Wochenende der Ausstrahlung spielte der Film knapp 107 Millionen Yen – umgerechnet ungefähr 960.000 US-Dollar – bei 87.206 verkauften Karten in Japan ein und belegte damit den zehnten Platz der heimischen Kinocharts. In der Volksrepublik China erspielte der Animefilm etwas mehr als 3,5 Millionen Dollar ein; in Südkorea wurden mehr als 350.000 US-Dollar erspielt während in Australien und Spanien knapp 40 bzw. 50.000 Dollar eingenommen werden konnten.

### Kritiken
Yoru Sumiro, der den Roman geschrieben hat, auf dem der Film basiert, äußerte gemischte Gefühle. So sagte er, dass es gute aber auch schlechte Stellen im Film gegeben habe. Dennoch bezeichnete er Sakura und Kyōko als extrem süß und lobte die Rockband sumika für ihre im Film verwendete Lieder. Auch die Charakter-Entwicklung des männlichen Hauptcharakters hob er positiv hervor.
Rafael Motamayor schrieb im Collider, das Kimi no Suizō Tabetai genauso viel gemeinsam habe wie A Silent Voice mit der Live-Action-Version des Films The Fault in Our Stars. Aufgrund der Handlung beschreibt er den im Film enthaltenen Humor als die größte Überraschung. Trotz des Wissens um ihren Tod verarbeite die Protagonisten dieses mit Galgenhumor, welcher den ein oder anderen Zuschauer unbehaglich zurücklassen mag. Er schreibt, dass der Film auf den ersten Blick wie ein traditionell romantisches Drama über einen sterbenden Charakter wirke, in Wahrheit aber eine herzliche Zelebrierung des Lebens und Freundschaften ist. Kim Morrissy von Anime News Network kritisierte, dass die Animation der Gesichtsausdrücke der Charaktere meist nicht mit der Intension der Synchronsprecher übereinstimmen. Das zeigt sie zum Beispiel am eher stoisch und unberechenbar wirkenden männlichen Hauptcharakter, dessen Ausdruck sich im gesamten kaum verändert, auch nicht in den wichtigen Szenarien. Auch das exzessive Nutzen von Filter in diversen Szenen wird negativ angemerkt und die visuelle Qualität überzeuge nicht unbedingt. Andere Aspekte des Films bewertete Morrissy indes positiv. So fand sie die emotionalen Szenen, in denen geweint wurde, großartig und das Voiceacting in ebendiesen als erhaben.
Matt Schley von The Japan Times zeigte sich indes wenig beeindruckt und bezeichnete Kimi no Suizō Tabetai als quasi-Highschool-Romanze, in dem Regisseur es nicht schafft, die eigentliche Bedeutung des Titels dem Zuschauer herüberzubringen. Er nennt diverse Szenen im Film interessant. Dennoch stellte er fest, dass man auch Leben könne, ohne den Film gesehen haben zu müssen.
Ganz anders dagegen die Rezeption bei den User- und Metakritiken: Bei IMDb (Internet Movie Database) hat der Film eine Bewertung von 8,0 von 10 möglichen Punkten bei mehr als 24.000 Stimmen (Stand: Mai 2024). Bei The Movie Database (TMDB) eine Benutzerwertung von 82 %. Bei Rotten Tomatoes liegen Nutzerwertung bei 91 % und Tomatometer-Metakritik bei 93 % bei 14 einbezogenen Reviews.

### Auszeichnungen
Auf dem Scotland Loves Anime in Glasgow, Schottland gewann der Film den Zuschauerpreis, während die Jury den Film als zweitschlechtester Film bewertete.
| Jahr                                                           | Auszeichnung                  | Kategorie                   | für                     | Resultat  | Quellen |
| -------------------------------------------------------------- | ----------------------------- | --------------------------- | ----------------------- | --------- | ------- |
| 2018                                                           |                               |                             |                         |           |         |
| Sitges Festival Internacional de Cinema Fantàstic de Catalunya | Bester Film                   | I Want to Eat Your Pancreas | Nominiert               | [ 31 ]    |         |
| Animation Is Film Festival                                     | Bester Film                   | I Want to Eat Your Pancreas | Nominiert               | [ 32 ]    |         |
| Scotland Loves Anime                                           | Zuschauerpreis                | I Want to Eat Your Pancreas | Gewonnen                | [ 30 ]    |         |
| Scotland Loves Anime                                           | Jurypreis                     | I Want to Eat Your Pancreas | Platz 3 bei 4 Filmen    | [ 30 ]    |         |
| 2019                                                           | Anime Trending Awards         | I Want to Eat Your Pancreas | Bester Anime-Film       | 2. Platz  | [ 33 ]  |
| 2019                                                           | Anime UK News Readers’ Awards | I Want to Eat Your Pancreas | Bester Animefilm        | Nominiert |         |
| 2019                                                           | Anime UK News Readers’ Awards | I Want to Eat Your Pancreas | Bestes Drehbuch         | Nominiert |         |
| 2019                                                           | Anime UK News Readers’ Awards | I Want to Eat Your Pancreas | Beste Light-Novel-Serie | Nominiert |         |